# 兵庫県道66号大谷鮎原神代線
兵庫県道66号大谷鮎原神代線（ひょうごけんどう66ごう おおたにあいはらじんだいせん）は、兵庫県淡路市から南あわじ市を結ぶ県道（主要地方道）である。

## 概要
淡路島中部を縦断する県道で、起点から南あわじ市松田橋南詰交差点までの間は2車線（淡路市中田の一部は4車線、洲本市五色町広石下の一部及び南あわじ市掃守橋付近は道幅が狭い区間あり）。南あわじ市松田橋南詰交差点から終点までの間は道幅が狭く、大型車は通行困難である（大型車は南あわじ市道三原川堤防線など当県道に並行する幾つかの市道へ迂回することによって通り抜け可能）。

### 路線データ
- 起点：淡路市大谷（大谷交差点、国道28号交点）
- 終点：南あわじ市神代国衙（国道28号交点）
- 総延長：約29.496 km
- 緊急輸送道路[2]：起点 - 竹谷交差点

## 歴史
- 1993年（平成5年）5月11日 - 建設省から、県道津名五色三原線が津名五色三原線として主要地方道に指定される[3]。

## 路線状況

### 重複区間
- 兵庫県道88号志筑郡家線（淡路市中田・中田交差点 - 淡路市竹谷・竹谷交差点）
- 兵庫県道468号明神安乎線（淡路市木曽下 - 淡路市木曽上）
- 兵庫県道472号鳥飼浦洲本線（洲本市五色町広石下 - 洲本市五色町上堺・堺小学校前交差点）

## 地理

### 通過する自治体
- 淡路市
- 洲本市
- 南あわじ市

### 交差する道路

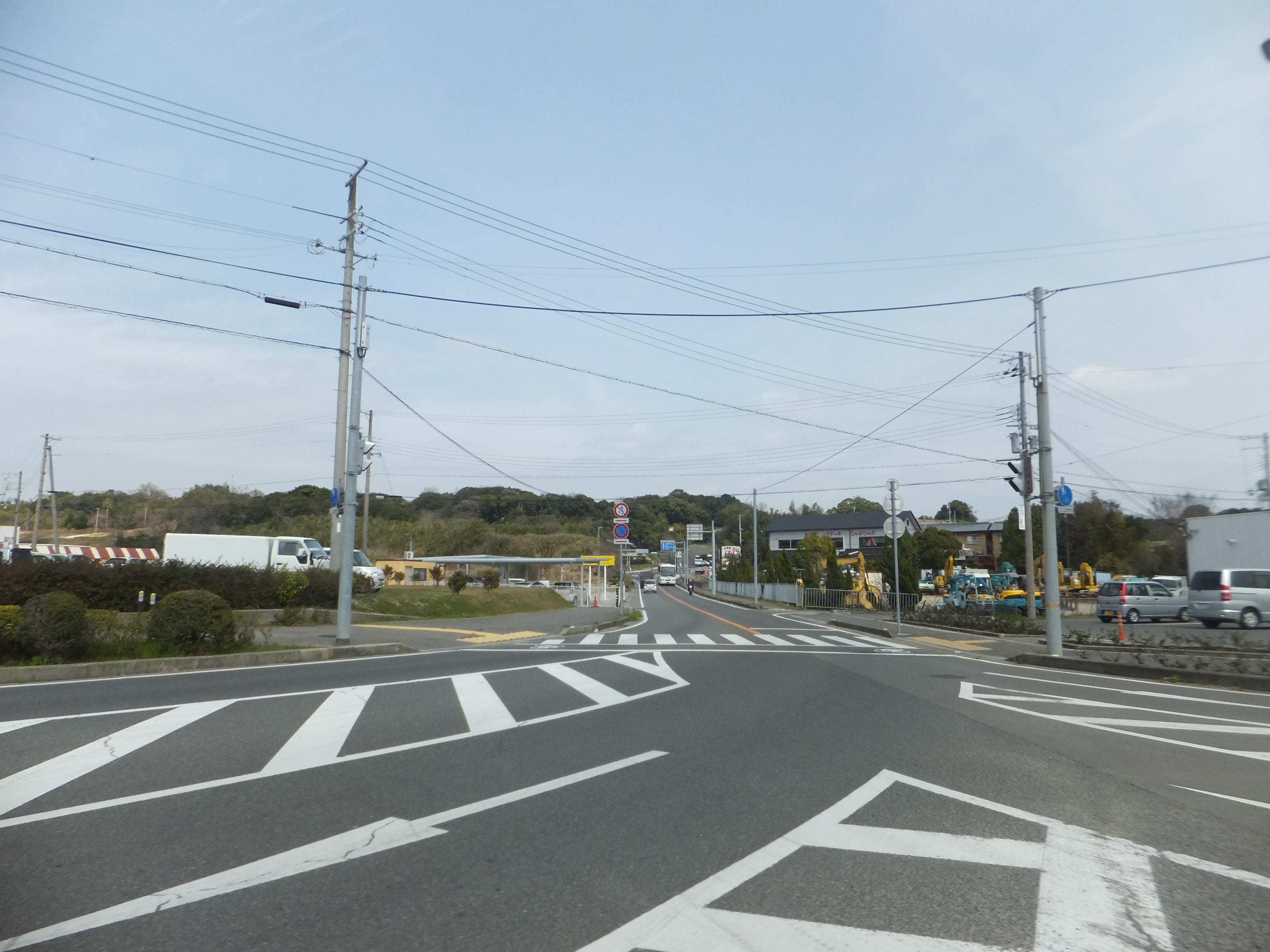
兵庫県道88号志筑郡家線との交点
淡路市中田

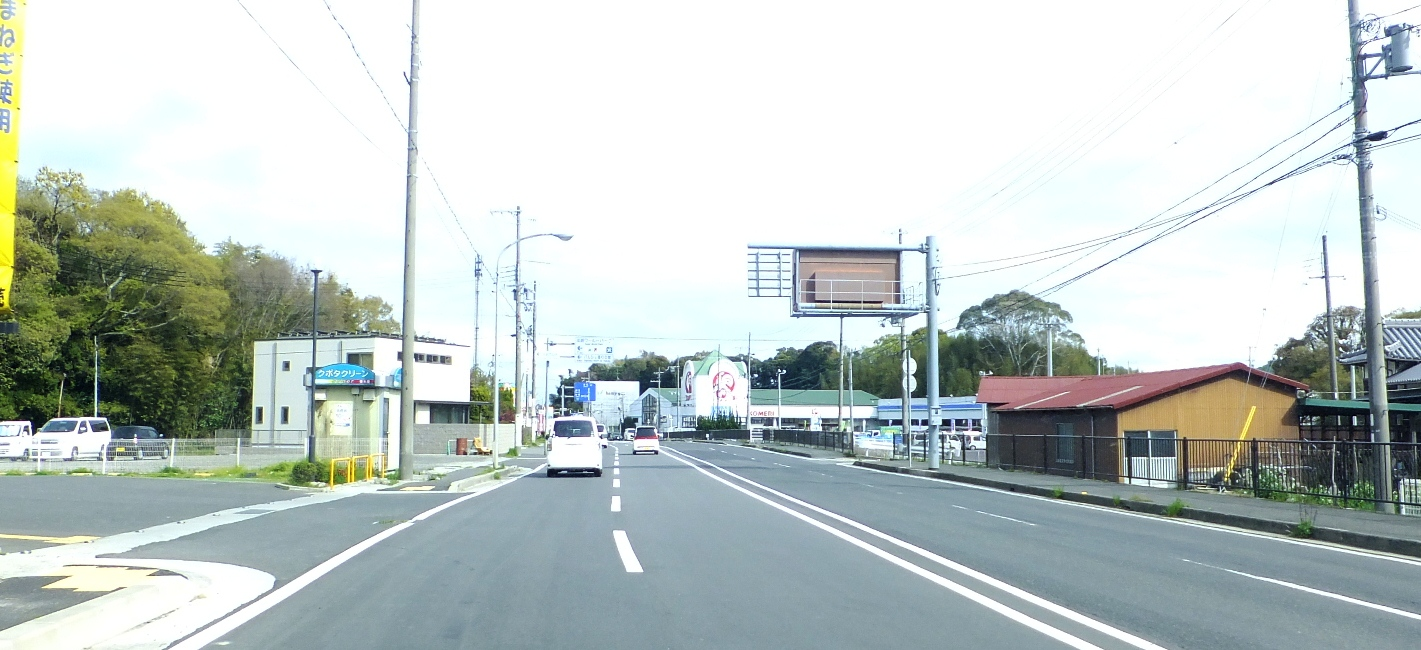
4車線化されている区間
淡路市中田

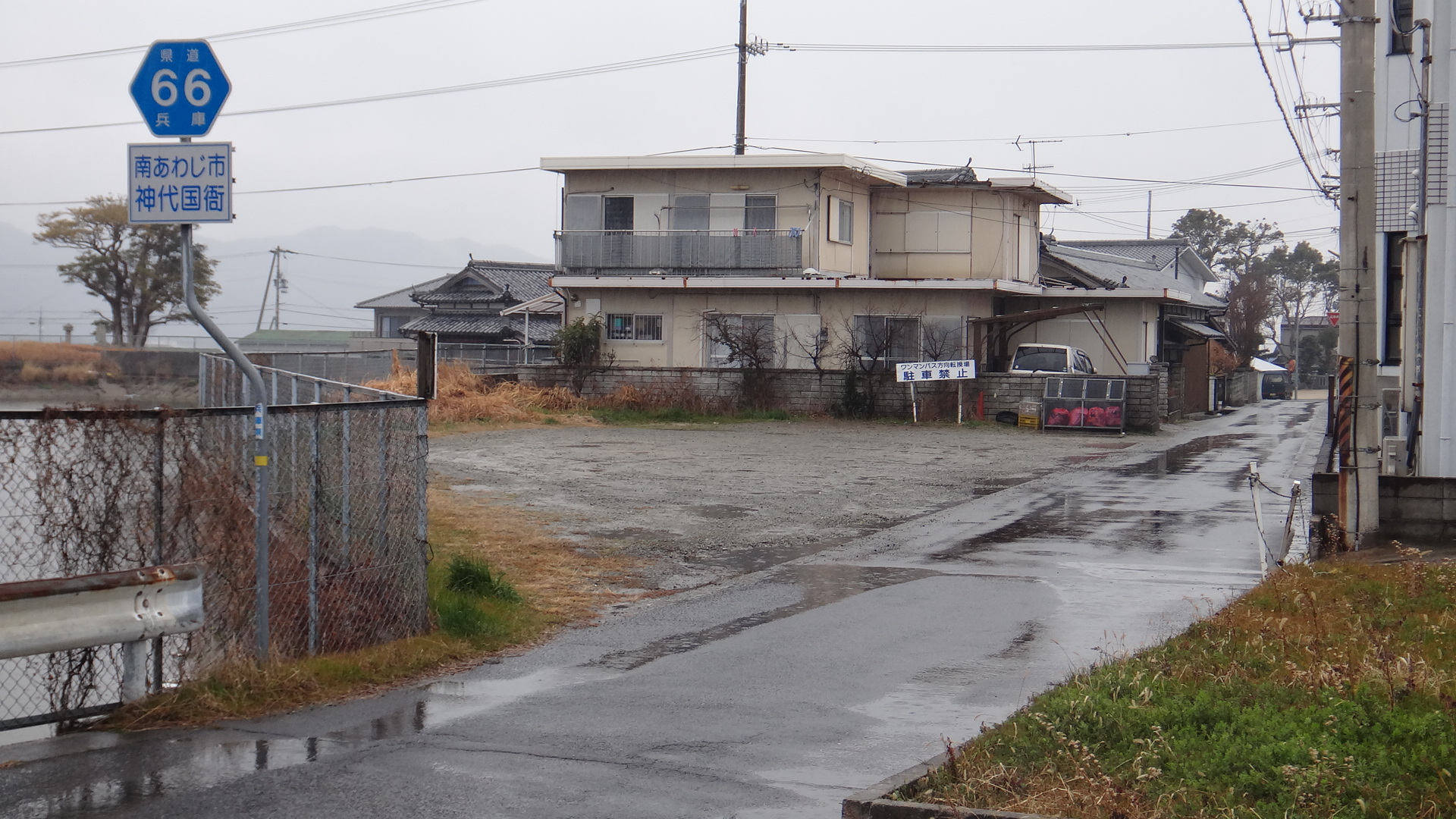
南あわじ市神代国衙

- 国道28号（淡路市大谷・大谷交差点、起点）
- 兵庫県道463号室津志筑線（淡路市志筑）
- 兵庫県道464号尾崎志筑線（淡路市志筑天神・志筑天神交差点）
- 兵庫県道88号志筑郡家線（淡路市中田・中田交差点）
- 神戸淡路鳴門自動車道 津名一宮インターチェンジ（淡路市中田・津名一宮IC前交差点）
- 兵庫県道88号志筑郡家線（淡路市竹谷・竹谷交差点）
- 兵庫県道468号明神安乎線（淡路市木曽下）
- 兵庫県道467号木曽上中田線（淡路市木曽上）
- 兵庫県道468号明神安乎線（淡路市木曽上）
- 兵庫県道465号多賀洲本線（洲本市五色町鮎原中邑）
- 兵庫県道466号鮎原江井線（洲本市五色町鮎原南谷・南谷交差点）
- 兵庫県道46号洲本五色線（洲本市五色町鮎原南谷・鮎原交差点）
- 兵庫県道470号倭文五色線（洲本市五色町広石北 - 洲本市五色町広石中）
- 兵庫県道472号鳥飼浦洲本線（洲本市五色町広石下）
- 兵庫県道472号鳥飼浦洲本線（洲本市五色町上堺・堺小学校前交差点）
- 兵庫県道125号洲本松帆線（南あわじ市榎列掃守・掃守交差点）
- 兵庫県道126号松帆八木線（南あわじ市榎列大榎列・大榎列交差点）
- 兵庫県道477号阿那賀市線 うずしおライン（南あわじ市榎列小榎列・小榎列交差点）
- 国道28号（南あわじ市神代國衙、終点）

### 沿線にある施設など
- 兵庫県立津名高等学校
- 赤い屋根
- 津名一宮インターチェンジ・津名一宮バスストップ
- 淡路市立大町小学校
- 市立鮎原保育園
- 洲本市高齢者生きがい創造センター
- 洲本市立五色中学校
- 洲本市立広石小学校
- 洲本市立堺小学校・堺保育園
- 榎列バスストップ
- 南あわじ市立榎列小学校
- 鎮守神社